# 穂積豊彦
穂積 豊彦（ほずみ とよひこ、1952年3月26日 - ）は、日本のハンドボール選手。兵庫県出身。1976年モントリオールオリンピックハンドボール全日本代表。
三木市議会議員（4期）。

## 来歴
三田学園高校、大阪経済大学出身。
卒業後、湧永製薬に入社。同社ハンドボール部（ワクナガレオリック）に所属。その後ケー・エフ・シーに移籍した。
全日本では、1976年には湧永の選手としてモントリオール五輪代表。1978年デンマークおよび1982年西ドイツで行われた世界選手権に出場。1980年のモスクワ五輪代表でもあった。
2015年現在、三木市議会議員。